# Blenina megei
Blenina megei är en fjärilsart som beskrevs av Charles Oberthür 1881. Blenina megei ingår i släktet Blenina och familjen trågspinnare. Inga underarter finns listade i Catalogue of Life.